# Pisa (televisieprogramma)

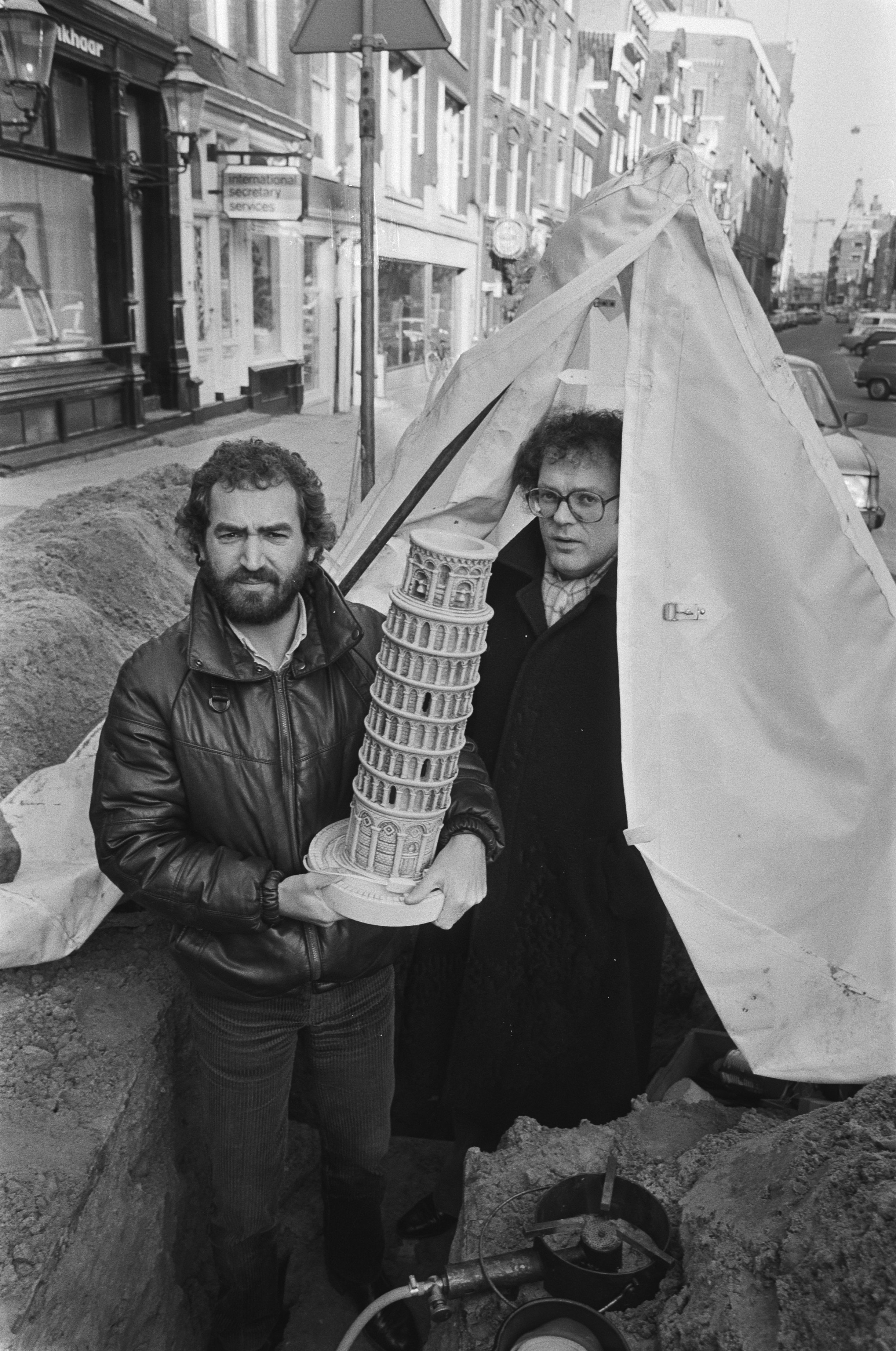
Spaan en Vermeegen in 1982 bezig voor Pisa

Pisa was een satirisch VARA-televisieprogramma dat van 1982 tot 1985 te zien was. Nadat de makers waren overgestapt naar Veronica, heette het programma van 1986 tot 1989 Verona.
Alhoewel het programma gemaakt werd door sportjournalisten Henk Spaan en Harry Vermeegen, ging het niet over sport, maar over "alles wat scheef is in Nederland" (de titel verwees naar de scheve toren van Pisa).
Het programma introduceerde een aantal populaire catchphrases in Nederland, zoals "Kopje koffie, glazenwasser?" en "Koud, hè?". Ook brachten ze enkele singles uit, die grotendeels werden gecomponeerd door Gerard Stellaard. Hun pausparodie Popie Jopie (1985) werd hun grootste hit.

## Pisa
In het begin duurde het programma 10 minuten en in de eerste uitzending brachten ze een bezoek aan de scheve toren van Pisa. Later werd het programma 25 minuten lang en werd het om de veertien dagen uitgezonden.
In de loop der tijd kwamen de volgende onderdelen voorbij:

### De Liftster
Met de serie De Liftster in het seizoen 1982-1983 begon de 'traditie' van naakt in Pisa. Dit werd het seizoen erna voortgezet met "De glazenwasser" en ook "Kleren uit voor de KRO". In de serie De Liftster geeft Harry Vermeegen een dame genaamd Katja, een lift in zijn auto, een Suzuki SJ. Ze praten over koetjes en kalfjes, en aan het eind van de aflevering zegt Katja dat ze het behoorlijk warm heeft gekregen, en trekt ze een kledingstuk uit. Na een aantal afleveringen zit ze volledig naakt in de auto. Tijdens de laatste aflevering wordt de Suzuki tegemoetgereden door een witte Rolls-Royce waarin Henk Spaan zit, die Katja een lift aanbiedt, waar ze op in gaat. Ze stapt over, wat buiten de auto gefilmd wordt, maar waarbij geen intieme delen te zien zijn. Terwijl de Rolls-Royce wegrijdt, blijft Vermeegen huilend van liefdesverdriet in zijn auto achter.

### Het Kamermeisje
De opvolger van De Liftster draaide rond Polly (Lyda van Leersum), het kamermeisje. Vermeegen werd altijd rood van schaamte wanneer Polly met haar vinger de lengte van zijn penis uitbeeldde en hem "Pinkeltje" noemde.

### Als ik maar niet meer op mijn poef hoef
Vermeegen werd door Spaan steeds gedwongen om op zijn poef te gaan zitten als ze het niet met elkaar eens waren. Bekend was ook het liedje Als ik maar niet meer op m'n poef hoef dat voorjaar 1983 een hit werd op Hilversum 1 en Hilversum 3.

### De Gewone Man
Een ander onderdeel was De Gewone Man. Beide makers gingen op zoek naar "de meest gewone man van Nederland", waarbij begrippen als "Woensdag Gehaktdag", "Maandag Wasdag" en "Zaterdag Autowasdag" de maatstaf waren. Steeds dacht men de meest gewone man gevonden te hebben, tot op het laatste moment bleek dat hij ook iets heel ongewoons had. Ook deze rubriek bracht een gelijknamige hit voort, die in 1984 veel op Hilversum 1 en Hilversum 3 werd gedraaid. De plaat bereikte de 6e positie van de Nationale Hitparade, de 16e positie van de TROS Top 50 en de 17e positie in de Nederlandse Top 40.

### Kraan en Ko
Hier speelde Vermeegen een agent die samen met zijn vrouwelijke collega Kraan (Van Leersum) werd gegijzeld door Gijs (Peter van Laar). Gijs had elke aflevering een andere eis. Spaan speelde de commissaris. Ook kwam ombudsman Frits Bom tevergeefs bemiddelen. Tijdens de gijzeling hield Lyda van Leersum het voor gezien en moest er dus naar een nieuwe Kraan worden gezocht. In enkele afleveringen was Vermeegen zonder baard of alleen met snor te zien.

### Olympisaspelen
Begin 1984 was er een persiflage op de Olympische winterspelen in Sarajevo waarbij Spaan een kunstschaatsster persifleerde, samen met Vermeegen als zus en broer. Ze kwam hierbij geregeld ten val.
Harm Wiersma en Jannes van der Wal verleenden hun medewerking aan ijsdammen, waarbij ieder na een zet een rondje ging schaatsen om na te kunnen denken over de volgende zet.

### Zeep
Een parodie op soapseries zoals Dallas en Dynasty, waarin Spaan een zeepfabrikant speelde en Vermeegen, zijn zoon, een reclamespotje voor Kiwizeep moest maken, wat steeds mislukte. Ster van de reclame was Vermeegens caddie, gespeeld door de Nederlandse playmate Lilian van Everdingen.

### De Glazenwasser
Een rubriek die vergelijkbaar was met Het Kamermeisje; Vermeegen speelde glazenwasser Hans die per bakfiets in een straat aankwam en dan door Wanda (Daphne Walters) naar binnen werd geroepen met de woorden: "Kopje koffie glazenwasser?". Vervolgens stelde Vermeegen Wanda een vraag en wie dan niet gelijk had moest de volgende uitzending één kledingstuk uittrekken en dat ging een aantal afleveringen zo door.
Tweewekelijks was er steeds meer volk aan haar huis te zien en Bertus Botterman stond zelfs op een podium als spreekstalmeester. Er ontstonden kraampjes en er werd een portier aangesteld die geregeld riep "Vergeet u de portier niet?" wanneer Vermeegen naar beneden kwam.
De opnames werden steeds in dezelfde Nederlandse straat gemaakt, maar nadat Wanda haar laatste kledingstuk had uitgetrokken verscheen ze niet zichtbaar naakt in beeld. Alleen in de laatste aflevering mocht Bertus haar naakt aanschouwen en kregen de kijkers alleen een glimp van haar blote achterwerk te zien.

### Popie Jopie
De meest geruchtmakende rubriek in het programma was ongetwijfeld "Popie Jopie" (1984/1985), geïnspireerd door het komende bezoek van paus Johannes Paulus II aan Nederland in mei 1985. Spaan was verkleed als paus en kwam iedere aflevering in een vliegtuigje alvast poolshoogte nemen in dit vreemde landje. Vermeegen reed hem in de pausmobiel rond en liet hem kennismaken met een aspect van Nederland, waarbij de "paus" hem steeds aansprak met filio mio (mijn zoon). Zo liet Vermeegen de paus bijvoorbeeld een koekje in de thee soppen, wat de paus met walging vervulde: "Gatverdamme filio mio, dat is niet gezellig, dat is gewoon VIES!".
De plaat Popie Jopie (muziek: Gerard Stellaard) werd veel op Hilversum 1 en Hilversum 3 gedraaid en werd een grote hit. De plaat bereikte de 5e positie in de Nederlandse Top 40, de 3e positie in de Nationale Hitparade en de 6e positie in de TROS Top 50.

### Sla je slaatje
Een ander onderdeel was Sla je slaatje, waarbij Spaan en Vermeegen bij willekeurige mensen langs de deur gingen en die dan net als in hints zonder woorden een bekende Nederlander moesten uitbeelden en hadden Spaan of Vermeegen het goed geraden dan speelden ze ter plekke voor ober en kok.

### Kleren uit voor de KRO
Na de serie over de glazenwasser volgde een item waarbij men geld inzamelde voor de destijds in financiële problemen verkerende omroep KRO. Er werd aan een rad van fortuin gedraaid waarna ook hier steeds één kledingstuk werd uitgetrokken door Wendy (Elly Verduin). Soortgelijke acties waren "Kleren uit voor Amnesty" en "Kleren uit voor AZ" (met Mirjam Stemmerich).

### De Verpleegster
In deze sketches was Vermeegen in een ziekenhuis opgenomen vanwege valgus regidus aan zijn middelvinger nadat hij zijn vinger naar iemand had uitgestoken en deze niet meer recht kreeg. Spaan was de tekstschrijver die op de gang zat te typen en Laura was de verpleegster. Bep, die altijd een roze jurk, helm en skibril droeg, had last van opvliegers en ging dan zweven. Ook Arie Boksbeugel was opgenomen en had een ziekenomroep "Diakonesse-Radio" en speelde onder meer het spelletje "Toontje lager" (een parodie op het AVRO radiospelletje Toontje hoger) op de maandagmiddag op Radio 3, waar de eveneens opgenomen Bertus Botterman aan meedeed.
Ook was er sprake van de "Rukkie Rukkie-vogel" waaraan Bertus eveneens meedeed, (parodie op de "Roepie Roepie-vogel" op de volle vrijdag bij Veronica op Radio 3). Wekelijks deed iemand een kunstje voor Vermeegen om hem op te beuren.

### Overige items
Daarnaast waren er onder meer nog "De Puzzelminuut" (persiflage op Puzzeluur met Jos Brink), een optreden van Ben Cramer en Nana Mouskouri in de "4,5,6 show", aangekondigd door een Rudi Carrell (persiflage op de 1-2-3-show), "Ontsporing verzocht" (persiflage op Opsporing Verzocht) met een persiflage van Will Simon, de "Fuck Off Show", een spelprogramma voor net gescheiden echtparen (persiflage op AVRO's Wie-kent-kwis met een Fred Oster) en een persiflage op Willem Ruis met de spiraal, waarbij een van de kandidaten, die al een tand en kies was verloren in het vorige spel, het leven liet omdat er 220 volt op stond en ze de spiraal raakte. Vermeegen, die de andere kandidaat speelde, was sportief, want het was maar een spelletje.
Ook werd er (eenmalig) een persiflage gemaakt op Pipo de Clown, waarin Vermeegen Pipo speelde, die geconfronteerd wordt met het vreemdgaan van Mammaloe (eerst Dikke Deur en vervolgens Klukkluk). De naïeve clown heeft geen idee wat ze doen: "Sapperdeflap, Mammaloe heeft ruzie met Dikke Deur/Klukkluk!". Op zijn "Dag vogels, dag bloemen, dag kinderen" volgde een "Dag Pipo".
Ook de mislukte dubbelpresentatie van het NOS-journaal was een item waarbij Spaan Elleke van Doorn persifleerde en ook persifleerde hij Berdien Stenberg die de fluit door haar wang kreeg nadat Vermeegen steeds de deur dicht smeet omdat hij geen belangstelling had voor een fluitconcert van Berdien.
Ook was er een persiflage op het nummer "Joke stop toch met koken" van de Leidse Sleutelgaten als de "Pisa Leidse Sleutelgaten" bij Chiel Montagne met de teksten als "Suzie stop toch met die ruzie","Ellen stop toch met bellen" en "Inge stop toch met zingen".
Tot slot was er de lopende band waar Vermeegen achter zat in Een mens wil op de donderdag wel eens... als persiflage op Een mens wil op de vrijdagavond wel eens even zitten en een beetje lachen want er is al genoeg ellende op de wereld.

## Verona
Eind 1985 stapten de makers over naar Veronica, waar ze met hun satirische programma verdergingen onder de titel Verona. Deze overstap werd ingegeven doordat VARA-voorzitter Marcel van Dam vond dat het programma niet meer in het profiel van de VARA paste. Daarop toonde Veronica interesse in het programma, en nog tijdens het lopende seizoen was de overstap een feit. Daar brachten ze onder meer:

### De versierders
Spaan was coach van Vermeegen om hem meer succes met het versieren van vrouwen te geven door middel van een hoorbril en een walkietalkie. Natuurlijk mislukte dit steeds en werd Vermeegen regelmatig hardhandig op zijn neus geslagen, met als gevolg een bloedneus.

### Ed Raket in het kabinet
Spaan speelde Ed Nijpels, destijds lijsttrekker voor de VVD.
Hij werd neergezet als een klungel en moest van campagneleider Vermeegen allerlei opdrachten doen, zoals de Elfstedentocht uitschaatsen. Als de telefoon ging was dat altijd "Friesland"
(Hans Wiegel), die het dan beter wist, maar Ed nam de telefoon nooit op.

### Radio Perfecto
Het vervolg van de rubriek "De Verpleegster". In de derde aflevering werd de verpleegster vervangen door Radio Perfecto, waarbij Arie Boksbeugel (Ferry de Groot) Bertus Bikkel (Bertus Botterman) chanteerde met zijn illegale radiostation en Bikkel dwong om spotjes bij zijn radiostation te kopen. Anders zou hij antispotjes uitzenden, wat ook gebeurde:
"Vlees van Bikkel, ik heb het altijd al geweten, niet te vreten!!" en "Biefstuk van Bikkel, net taaitaai".
In de loop van de afleveringen werd het steeds gekker; onder andere moest Bikkel autobanden gaan verkopen en kreeg hij een fietsenstalling, die later een discotheek werd.
Bikkel belde de Radiocontroledienst die echter door Arie werd omgekocht met gratis vlees van Bikkel. Daarna ging Bikkel met een slagersmes en later zelfs met een geweer naar Arie. Arie hees eerst een witte vlag en schoot dan Bikkel in zijn arm. Arie werd opgepakt en zette vanuit zijn cel zijn radiozender gewoon voort. Hierbij draaide hij verzoekplaatjes voor gevangenen, maar hij liet ook verzoekjes liggen omdat de aanvragers toch niet gauw zouden verdwijnen.

### Tennis en badminton met opblaashoofden
In het begin van Verona speelde Spaan en Vermeegen tennis of waterpolo met opblaasbare hoofden van bekende Nederlanders.
Zo speelden ze tennis met het hoofd van Ivo Niehe en waterpolo met het hoofd van Pim Jacobs, welk laatste hoofd bij de buurman onder de grasmaaier belandde en lek schoot. Ook met het hoofd van Ralph Inbar werd gespeeld.

### De Toktokshow
In Pisa werd door Vermeegen de betaaldvoetbalclub van Pisa gevolgd en van commentaar voorzien, zoals dat Pisa in dat prachtige blauw speelde en Verona in dat sakkerige geel. In de eerste uitzending van Verona in februari 1986 vroeg Spaan aan Vermeegen of hij er geen moeite mee had dat Pisa Verona was geworden. Vermeegen begon nu met zijn commentaar dat Verona in dat prachtige geel speelde en Pisa in dat sakkerige blauw.

### Bovenop het Nieuws
In dat laatste item gingen Spaan en Vermeegen in de winter van 1987-1988 als respectievelijk cameraman en journalist de straat op om politici en andere bekende persoonlijkheden te interviewen. Vermeegen, altijd getooid met ijsmuts (ook als de temperatuur daar geen aanleiding toe gaf), kwam nooit verder dan de vraag "Koud, hè?". Deze catchphrase werd in Nederland overbekend. Er werd ook een single uitgebracht met de titel Koud Hè? als The V-Boys, vergezeld van een videoclip met tekeningen van Gerrit de Jager. Ook deze plaat werd veel gedraaid op zowel Radio 2 als Radio 3 en werd een grote hit in de destijds twee landelijke hitlijsten op de nationale publieke popzender Radio 3. De plaat bereikte de 17e positie in de Nederlandse Top 40 en de 14e positie in de Nationale Hitparade Top 100. Langebaanschaatsster Yvonne van Gennip droeg een ijsmuts met de tekst Goud hè? toen ze verrassend drie maal goud won tijdens de Olympische Winterspelen 1988 in Calgary. In 2009 zong Vermeegen zonder Spaan als parodie het nummer Warm Hè? in het kader van een campagne inzake de verandering van het klimaat door de opwarming van de aarde.

#### Out Nieuws!
Vermeegen veranderde tot ongenoegen van Spaan de naam van de rubriek tijdelijk in Out Nieuws! om op goede voet met Veronicabaas Rob Out te komen te staan. Hij droeg ook een petje met deze tekst, wat Spaan pertinent weigerde te dragen. Ook vond hij de naam tegenstrijdig.

### De Klusjesman
Vermeegen was klusjesman van Haasklus B.V en moest allerlei vreemde klussen opknappen voor Spaan, wat natuurlijk mislukte.
Een steeds terugkerende kreet was Heb je 'm door. Verder sprak Vermeegen nooit de letter T uit en ontstond hierover een dialoog met een buurman.

### De Leukste thuis
Spaan en Vermeegen gingen in kleurrijke pakken op zoek naar de leukste thuis. Vermeegen haalde altijd allerlei fratsen uit, waarvan Spaan iedere keer weer de dupe was. Zo bleef Spaan met zijn broek aan op een stoel ingesmeerd met Bulgaarse lijm plakken, kreeg hij eieren of een taart in zijn gezicht, de inhoud van het wc-reservoir over zich heen, struikelde hij over rolschaatsen, e.d.
Vermeegen gaf een man met een kaal hoofd steeds klappen op zijn hoofd. In de laatste uitzending had de man prikkeldraad op zijn hoofd, waarop Vermeegen zich tot zijn woede bezeerde. De kijkers konden altijd foto's insturen, waarbij "De Blote Kont" favoriet was. De winnares was een Belgische vrouw die op een cactus ging zitten.

### Noordzee TV
Arie Boksbeugel was, na zijn gevangenisstraf te hebben uitgezeten voor de chantage van Bertus Bikkel, een komkommercieel tv-station begonnen. Hij droeg een knalgeel pak, rookte steeds dikke sigaren en zijn assistente was Brenda Steunbeer (Linda Dubbeldeman). De uitzendingen vonden plaats vanuit een kassencomplex. Als ze begonnen riep hij altijd: "Kop dicht Steunbeer, we gaan beginnen". Onderdelen waren onder meer:

#### Human Crackers
Als persiflage op Animal Crackers van André van Duin werden filmpjes met bekende Nederlanders uitgezonden, waarbij deze dierengeluiden produceerden. Hierbij onder meer een blatende Astrid Joosten, een hinnikende Linda de Mol, een kukelende Jos Brink en een huilende Frank Boeijen; ook Marcel Bruijns maakte rare geluiden. Een chimpansee met de stem van Spaan imiteerde André van Duin en Vermeegen speelde chimpansee Sabientje.

#### Schuif 'm d'r in
Een persiflage op Te land, ter zee en in de lucht waarbij kandidaten met een zelfgebouwd voertuig op het ijs zo dicht mogelijk bij een ijskoud wak tot stilstand moesten komen.

#### KUK
Een persiflage op RUR, waarbij Brenda Steunbeer, nadat ze met Arie naar bed was geweest, eindelijk haar eigen praatprogramma kreeg. Arie sprak echter de introductieversjes, waarbij geen van de gasten kon komen.

#### A, B, C, Steunbeer
Een persiflage op het praatprogramma van Tineke de Nooij, waarbij de gasten door een draaideur moesten. Een te dikke gast bleef vastzitten en een andere gast met een bas eveneens, waarna er weer geen gasten waren.

#### Nachtshow
In VARA's Nachtshow deden Jack Spijkerman en Adelheid Roosen een persiflage op Verona. Als reactie hierop persifleerden Spaan en Vermeegen weer de Nachtshow, waarbij er water uit de telefoon kwam.

#### Noordzee TV Songfestival
Een persiflage op het door buurlanden aan elkaar geven van de meeste punten.

### Joop van Ellende
Parodie op Joop van den Ende, gespeeld door Spaan in blauw geblokt pak met een grote bril. Hij had een tv-fabriek en Vermeegen was zijn assistent. Daarnaast waren er de telefoniste-receptioniste Thea Keukenrol en de decorbouwer/assistent Lex. Met de leus Joop van Ellende presenteert bracht men onder meer:

#### De Boerderie
Dit onderdeel ging over twee boeren, Pao Hekwerk (Spaan) en Harko Hekwerk (Vermeegen). Harko's zusje, Dirkje, riep regelmatig "Slaon pao", waarop Harko een pak rammel kreeg. De Limburgse Meneer Pastoor (een rol van Thei Dols) moest elke aflevering 20 kilometer fietsen om nieuw wijwater te halen, omdat op de boerderie zijn emmer wijwater steeds omviel. Een groot deel van de humor haalden de personages uit hun dialect. Zo werd het toilet 't huuske genoemd.
Harko had een heilige bron ontdekt en sprak met de Madonna. Meneer Pastoor en Kees uit Antwerpen belazerden de boel toen ze heilig wijwater (Pao Rood, Pao Groen, Pao Blauw) gingen verkopen en de boerderie de "lourderie" werd. Regelmatig werd meneer Pastoor door Pao hardhandig van het erf verwijderd of neergeschoten door Harko, die in militaire dienst moest. Ook probeerde meneer Pastoor verkleed als Non de boel te belazeren. Gerrit een oorspronkelijk uit Suriname afkomstige verslaggever van het plaatselijke suffertje de Melkbode deed altijd verslag en stelde altijd de vragen "Wie, wat, waar en waarom" en dit is een geval van mafketel.
De single van Harko en Pao (Tiet veur een pafke) op muziek van Henk Temming was op vrijdag 19 februari 1988 Veronica Alarmschijf op "de volle vrijdag" op Radio 3 en werd een grote hit in de destijds twee landelijke hitlijsten op de nationale publieke popzender. De plaat bereikte de 11e positie in de Nederlandse Top 40 en de 9e positie in de Nationale Hitparade Top 100.

#### Medisch Centrum Centrum
Een parodie op Medisch Centrum West. Spaan was de professor en Vermeegen assistent Co met een dikke bril en een vettig gezicht. Ook was er het onzichtbare personage dokter Mosterd, die met alle verpleegsters naar bed ging. Patiënte Mevrouw Hutsefluts klaagde regelmatig over het gekreun uit de verpleegsterskamer.

### Persiflages
Door Spaan werden onder meer Benny Neyman met Weetje weetje nog en Rob de Nijs met Ritme van de regen gepersifleerd. Ook persifleerde hij Ruud Gullit. Ook werden "Blunders" onder de naam Blunders uitgezonden, onder meer uit De Boerderie.

### De Weeshuiskazerne
Spaan speelde de sergeant en Vermeegen de soldaat (Knol). Altijd wanneer de sergeant vroeg of de schuldige een stap naar voren wilde zetten deden de overige soldaten juist een stap terug om Knol voor schut te zetten. Dit resulteerde in Doe een stapje naar voren; oorspronkelijk een lied uit de Antillen, Vermeegens toenmalige thuisbasis.

### Bel T.V.
Een parodie op de in die tijd uitgezonden Call TV-programma's. Hierbij speelt Spaan een werknemer bij Bel TV die wordt gebeld door de familie Reep. Meneer Reep, gespeeld door Vermeegen, wil andere programma's zien dan zijn echtgenote. Spaan laat dan fragmenten zien van onder meer De Boerderie en Medisch Centrum Centrum maar ook verschillende andere fragmenten.

### Kilo-Utrecht-Tango
Spaan belandde in een onfortuinlijke situatie waarop Vermeegen met een koor begon te zingen "Dat is Kilo Utrecht Tango, mooi Kilo Utrecht Tango, zwaar Kilo Utrecht Tango; met peren!". In sommige uitzendingen werd dit aan een vast item gekoppeld; bij de laatste keer (11 maart 1989) was dit Bel TV en werden de rollen omgedraaid omdat Meneer Reep (Vermeegen) zich beklaagde dat zijn schoonmoeder in de naastgelegen flat was komen wonen. De volledige versie van het lied werd op single uitgebracht.

### De Rug van Rob
Bij dit onderdeel, vernoemd naar de toenmalige baas van Veronica Rob Out, kon 1000 gulden worden gewonnen. Spaan en Vermeegen lieten in vijf uitzendingen een groot aantal ballonnen op waarbij aan één een kaartje hing. De vinder van deze ballon kon de rug van Rob winnen. Spaan heeft daarbij een speciaal pak aan maar maakt bij het oplaten telkens een fout, waardoor Vermeegen de ballonnen steeds opnieuw moet opblazen.

## Einde van een tijdperk
In de allerlaatste uitzending op zaterdagavond 8 april 1989 werd Verona te ruste gelegd in de gelijknamige stad; door naar Italië te reizen eindigden Spaan en Vermeegen een zeven jaar durende periode zoals die begon. Ze gingen verder als Die 2 en zouden nog eens zeven jaar blijven samenwerken.

## Discografie

### Singles
| Single met eventuele hitnotering(en) in de Nederlandse Top 40 | Datum van verschijnen | Datum van binnenkomst | Hoogste positie | Aantal weken | Opmerkingen                                                                              |
| ------------------------------------------------------------- | --------------------- | --------------------- | --------------- | ------------ | ---------------------------------------------------------------------------------------- |
| Als ik maar niet meer op m'n poef hoef                        | 1983                  | 16-04-1983            | 26              | 4            | als Pisa / nr. 16 in de Nationale Hitparade                                              |
| De gewone man                                                 | 1984                  | 24-03-1984            | 17              | 5            | als Pisa / nr. 6 in de Nationale Hitparade                                               |
| Popie Jopie                                                   | 1985                  | 30-03-1985            | 5               | 9            | als Pisa / nr. 3 in de Nationale Hitparade                                               |
| Koud Hè?                                                      | 1987                  | 26-12-1987            | 17              | 5            | als The V-Boys / nr. 14 in de Nationale Hitparade Top 100                                |
| Tiet veur 'un pafke!                                          | 1988                  | 27-02-1988            | 11              | 6            | als Harko + Pao / nr. 9 in de Nationale Hitparade Top 100 / Veronica Alarmschijf Radio 3 |
| Kilo Utrecht Tango                                            | 1989                  | -                     |                 |              | als Verona / nr. 80 in de Nationale Hitparade Top 100                                    |

| Single met hitnotering(en) in de Vlaamse Ultratop 50 | Datum van verschijnen | Datum van binnenkomst | Hoogste positie | Aantal weken | Opmerkingen |
| ---------------------------------------------------- | --------------------- | --------------------- | --------------- | ------------ | ----------- |
| Popie Jopie                                          | 1985                  | 06-04-1985            | 10              | 11           | als Pisa    |

## Trivia
- De melodie van zowel Pisa als Verona is afkomstig van de plaat Dress me up as a robber van Paul McCartney.
- Andere acteurs die regelmatig een bijdrage leverden aan de programma's waren Ferry de Groot, Bertus Botterman, Hiromi Tojo en de Limburger Thei Dols als de pastoor met de emmer wijwater.
- De liedjes werden geschreven door Paul Post, Gerard Stellaard (onder andere Popie Jopie) en Henk Temming (onder andere Kilo Utrecht Tango, Koud Hè? en Tiet veur een pafke).
- In 1983 verscheen een elpee van Pisa met de titel Liefhebbers opgelet geproduceerd door Frans Boelen. Hierop naast onderwerpen  en liedjes uit de uitzendingen ook speciaal voor de elpee opgenomen materiaal dat begon met "Geachte plaatvrienden" en onder meer de liedjes "Bevroren tranen" (refrein "Lik me reet")[2] en "Carnaval di Pisa" (als de Behangers). In later jaren verschenen er nog enkele elpees en cd's.